# Xã Angus, Quận Polk, Minnesota
Xã Angus (tiếng Anh: Angus Township) là một xã thuộc quận Polk, tiểu bang Minnesota, Hoa Kỳ. Năm 2010, dân số của xã này là 76 người.